# Josh Malerman
Josh Malerman (Southfield, Michigan – Estados Unidos, 24 de julho de 1975) é um escritor americano.

## Biografia
Além de escritor, Malerman também atua como cantor e compositor na banda da de rock The High Strung; e produtor de cinema.  

## Carreira
Caixa de Pássaros, seu livro de estreia, foi publicado no Brasil em janeiro de 2015 pela editora Intrínseca. Malerman conta que o original do livro passou por diversas reescritas até chegar à versão definitiva aclamada pela crítica. Caixa de Pássaros foi, inicialmente, publicado no Reino Unido e nos Estados Unidos em 2014. O livro foi muito bem recebido pela crítica, que chegou a comparar Malerman a nomes como Stephen King e Jonathan Carroll. No Brasil, o livro já vendeu mais de 160 mil exemplares. O romance
pós-apocalítico de Malerman também deu origem ao filme de mesmo nome, estrelado por Sandra Bullock, na Netflix, sendo um grande sucesso, assistido por quase 50 milhões de pessoas na semana de estreia.  “Malorie”, a sequência de “Caixa de Pássaros”, foi lançado em 2020 também pela editora Intrínseca. Após 8 indicações, em 2020, Malerman ganhou o prêmio “Bram Stoker” com o seu conto “One Last Transformation”. 

## Obras
| Título                       | Ano  | Gênero  | Notas |
| ---------------------------- | ---- | ------- | ----- |
| Caixa de Pássaros            | 2015 | Romance |       |
| Uma casa no fundo de um lago | 2016 | Romance |       |
| Piano Vermelho               | 2017 | Romance |       |
| Inspeção                     | 2019 | Romance |       |
| Malorie                      | 2020 | Romance |       |